# Mortes em janeiro de 2022
Mortes em 2022: ← Janeiro – Fevereiro – Março – Abril – Maio – Junho – Julho – Agosto – Setembro – Outubro – Novembro – Dezembro →
Esta é uma relação de pessoas notáveis que morreram durante o mês de janeiro de 2022, listando nome, nacionalidade, ocupação e ano de nascimento.

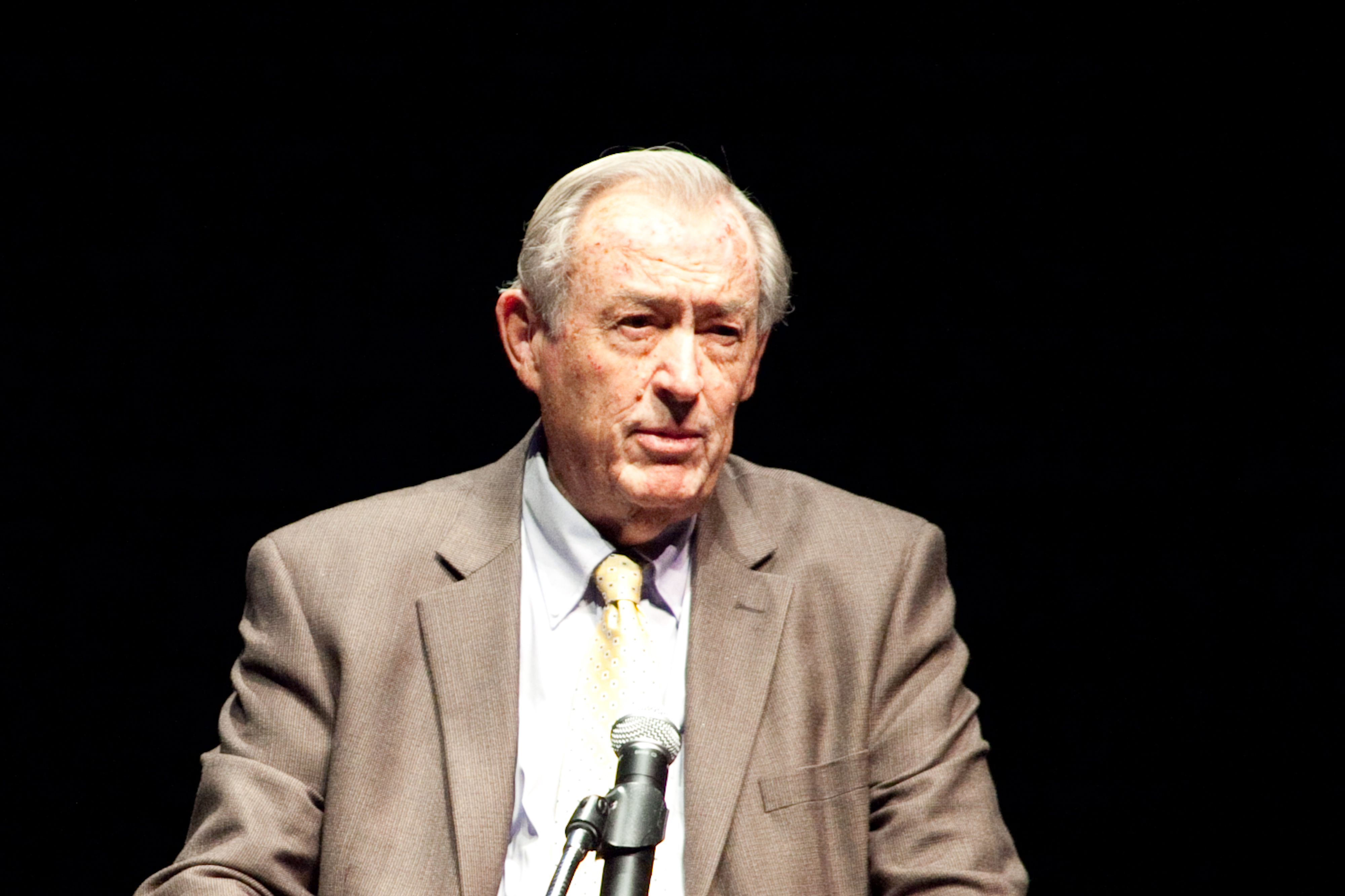
Richard Leakey, antropólogo, paleontólogo e ambientalista queniano

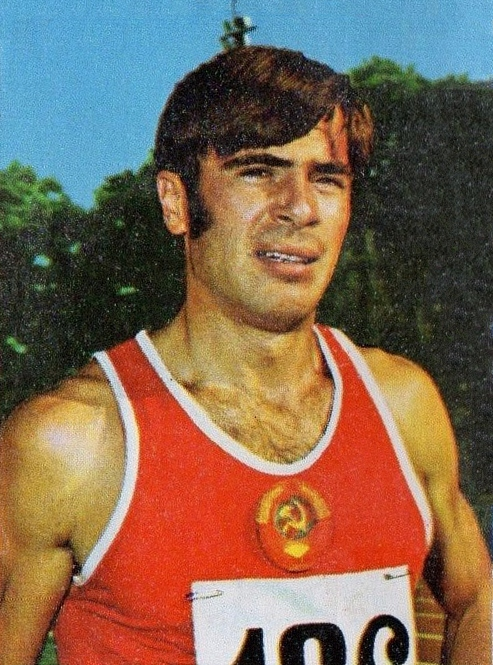
Viktor Saneyev, atleta georgiano.

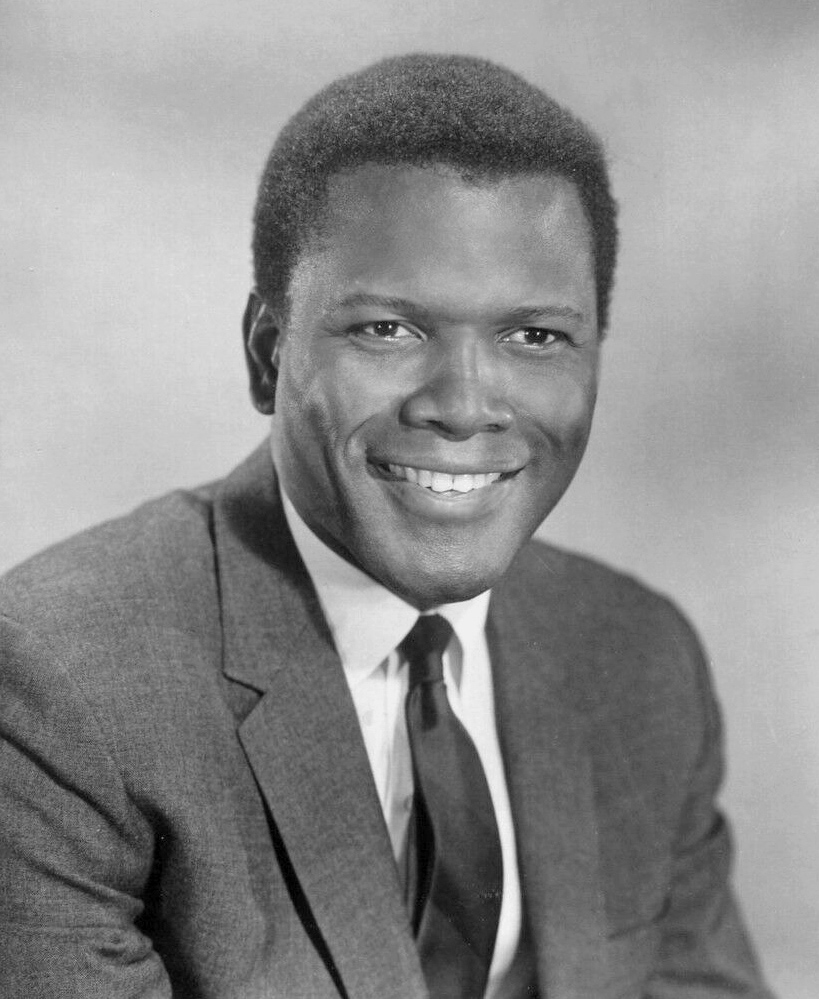
Sidney Poitier, ator e diplomata estadunidense naturalizado bahamense.

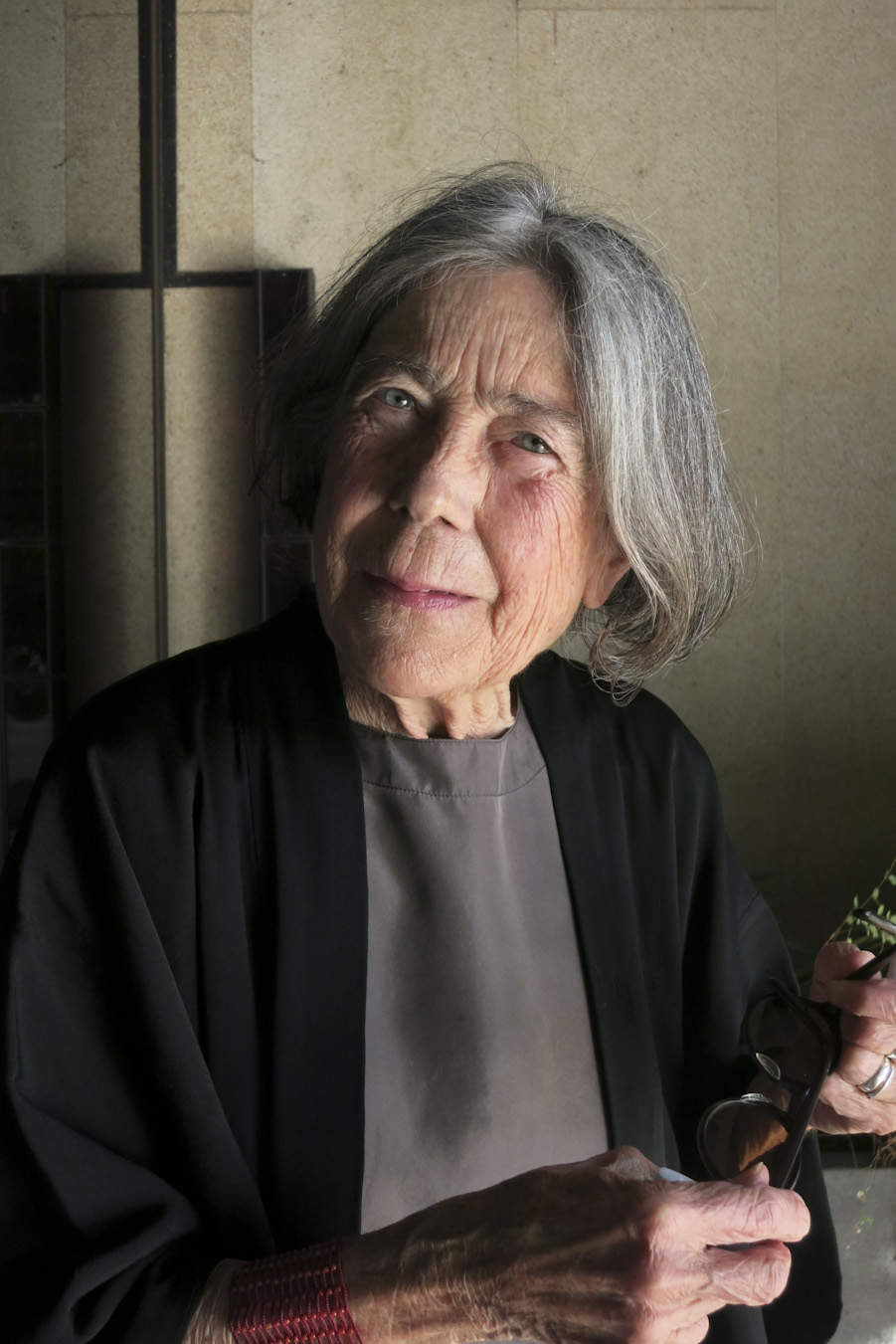
Lourdes Castro, artista plástica portuguesa.

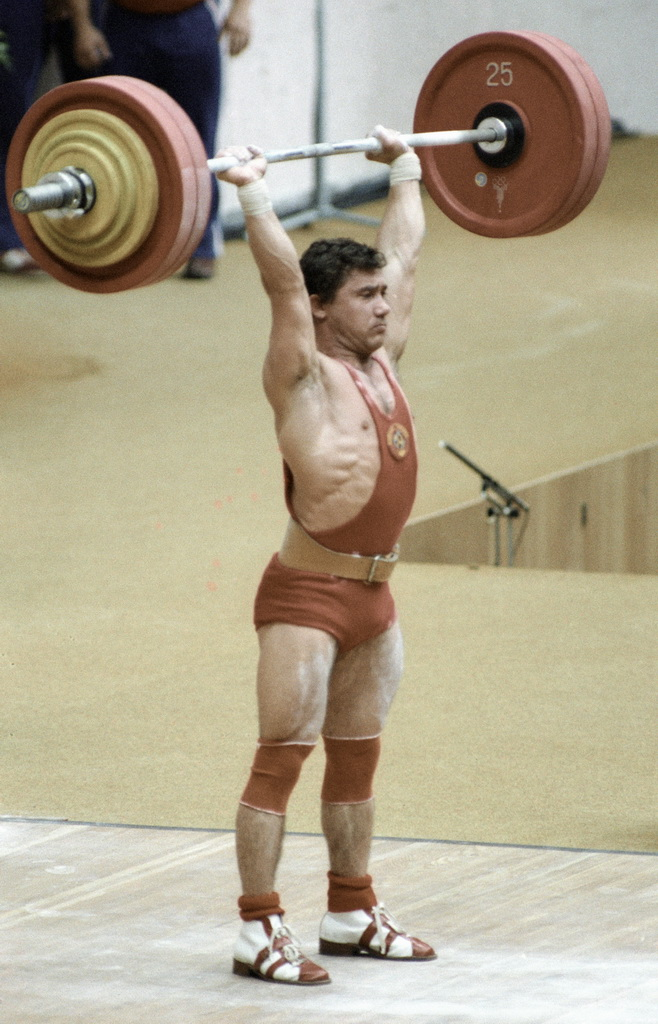
Viktor Mazin, levantador de peso cazaque.

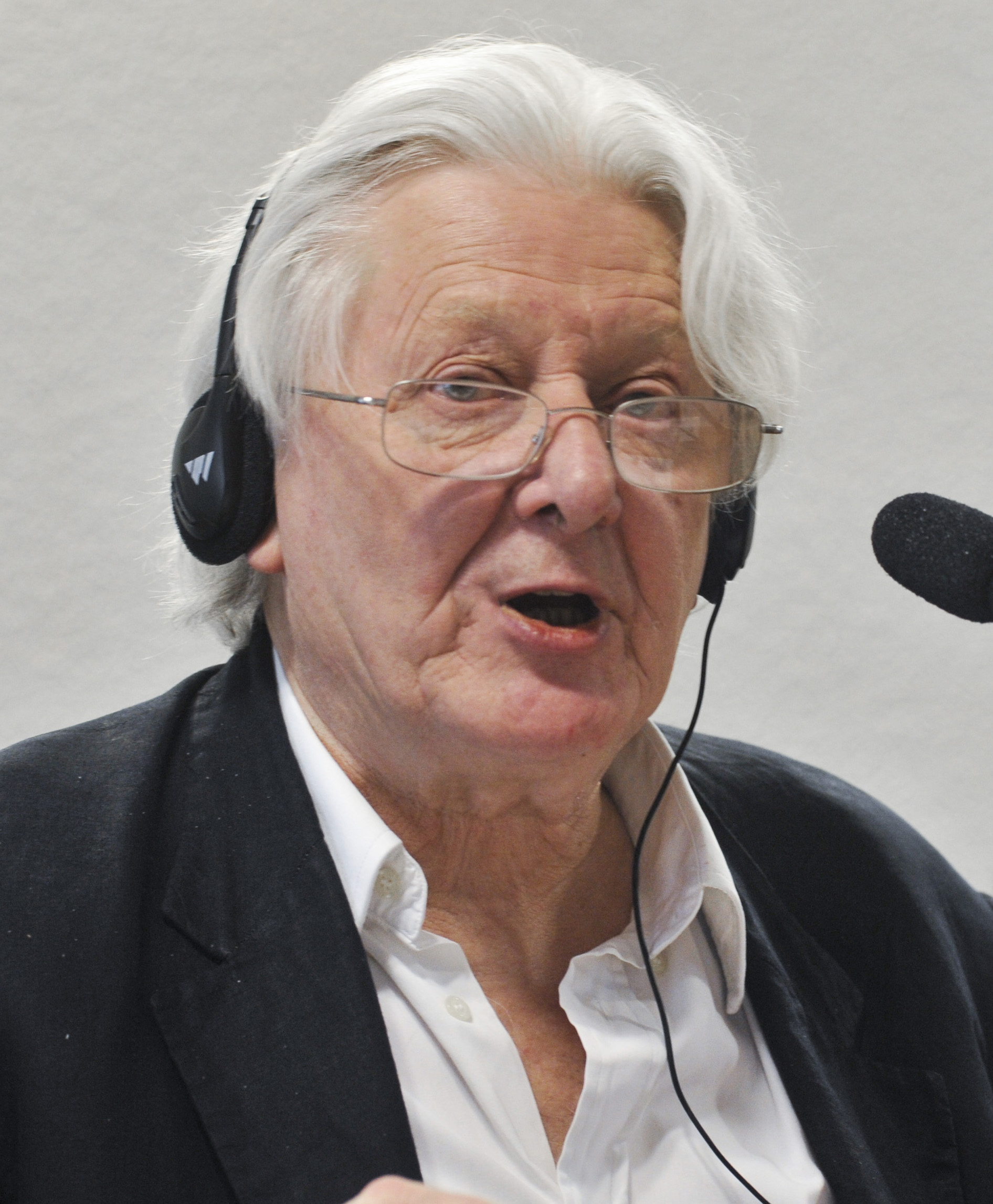
Andrew Jennings, jornalista e escritor britânico.

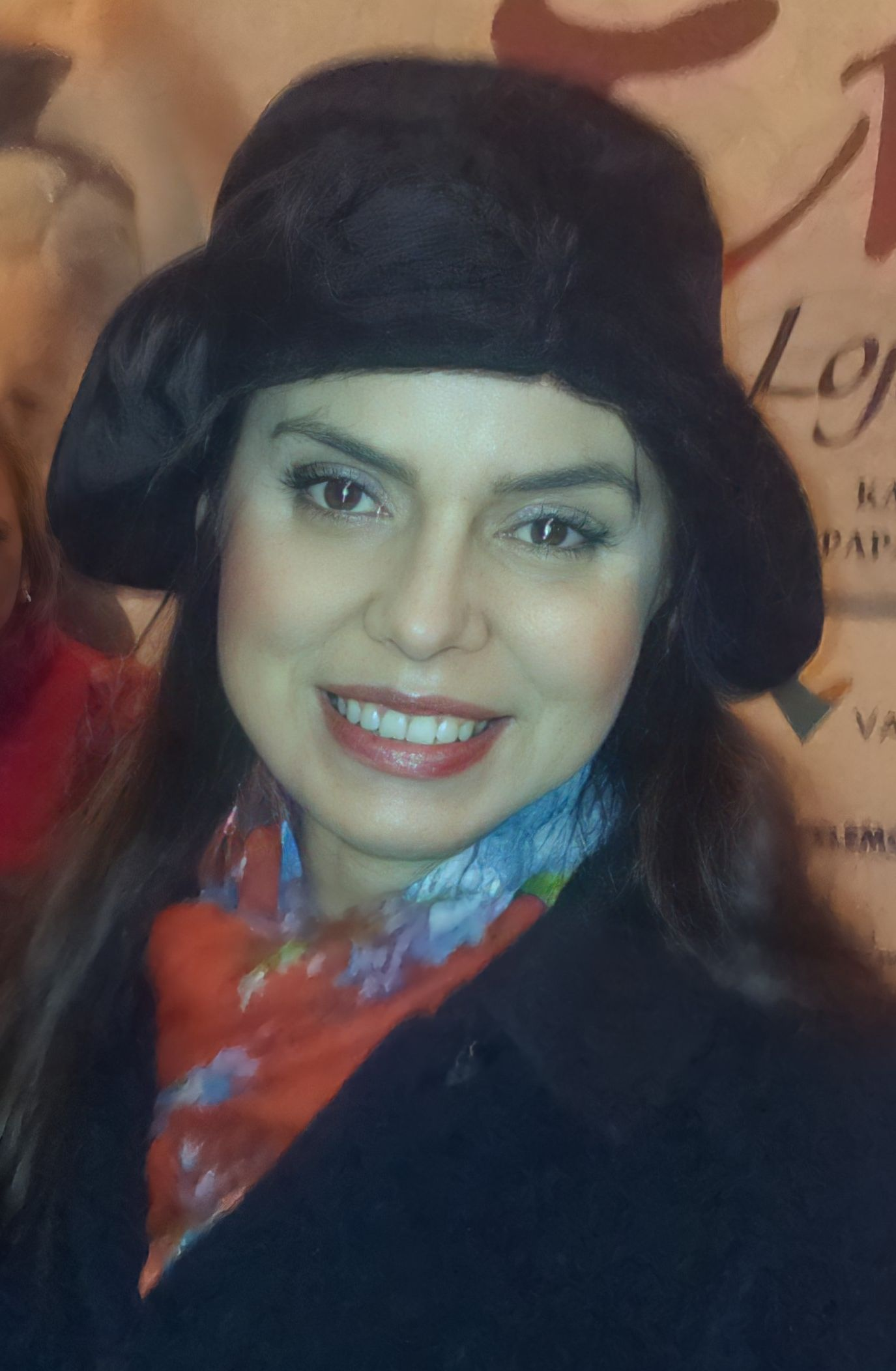
Françoise Forton, atriz brasileira.

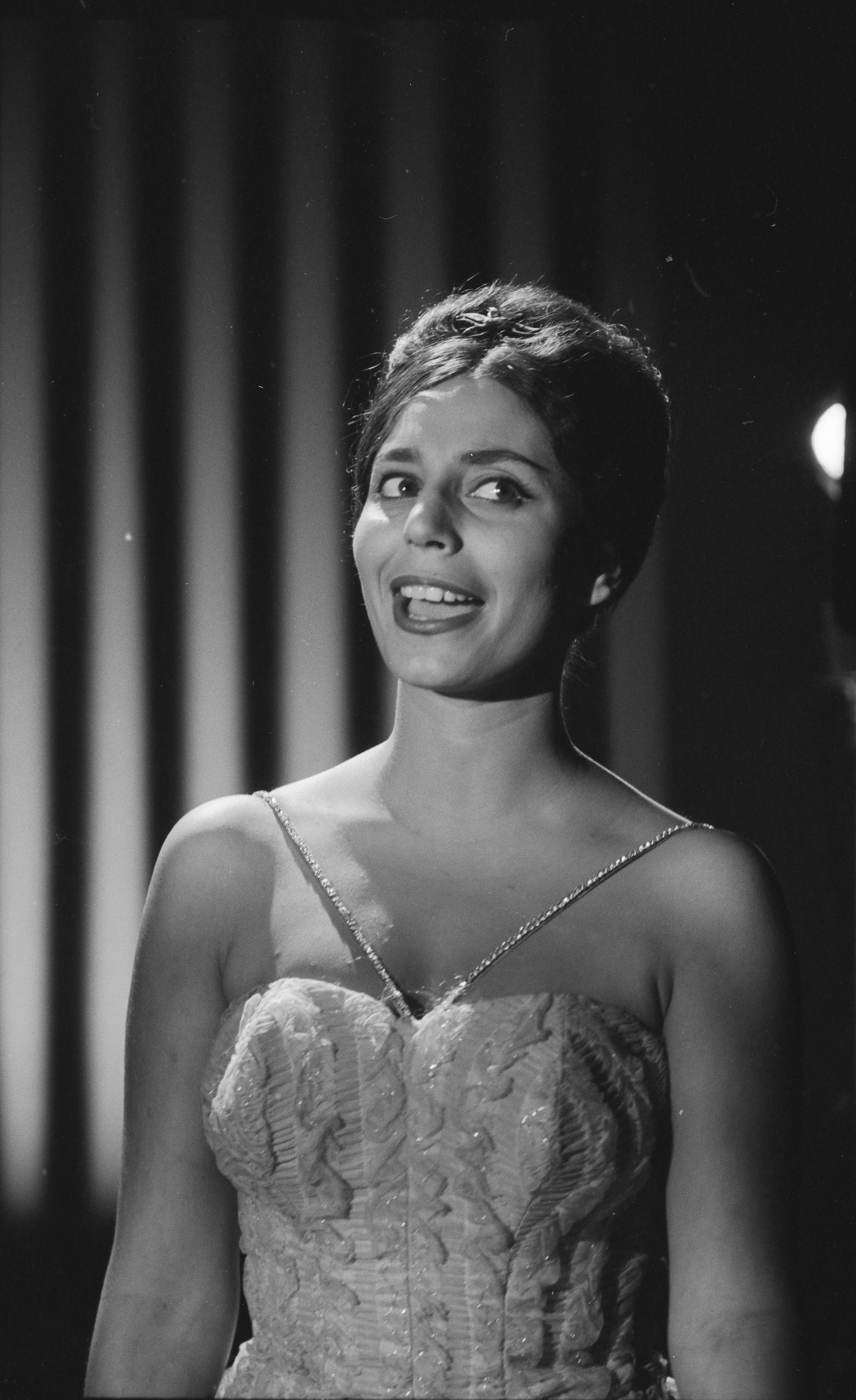
Carmela Corren, cantora e atriz israelita.

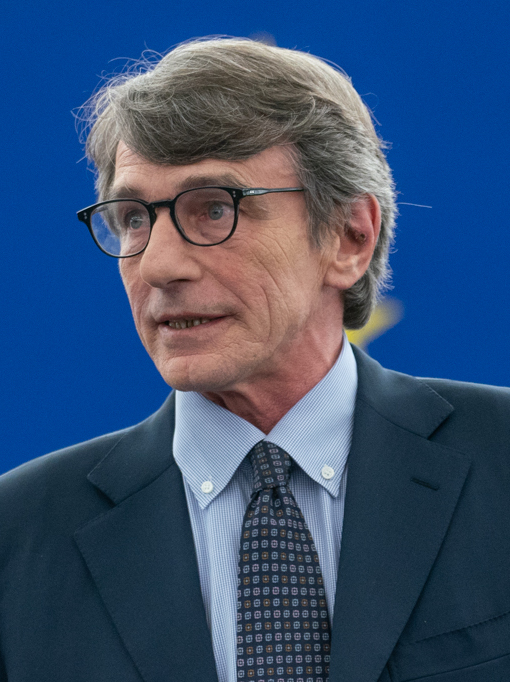
David Sassoli, político e jornalista italiano.

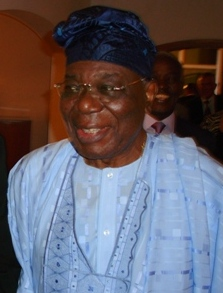
Ernest Shonekan, ex-presidente da Nigéria.

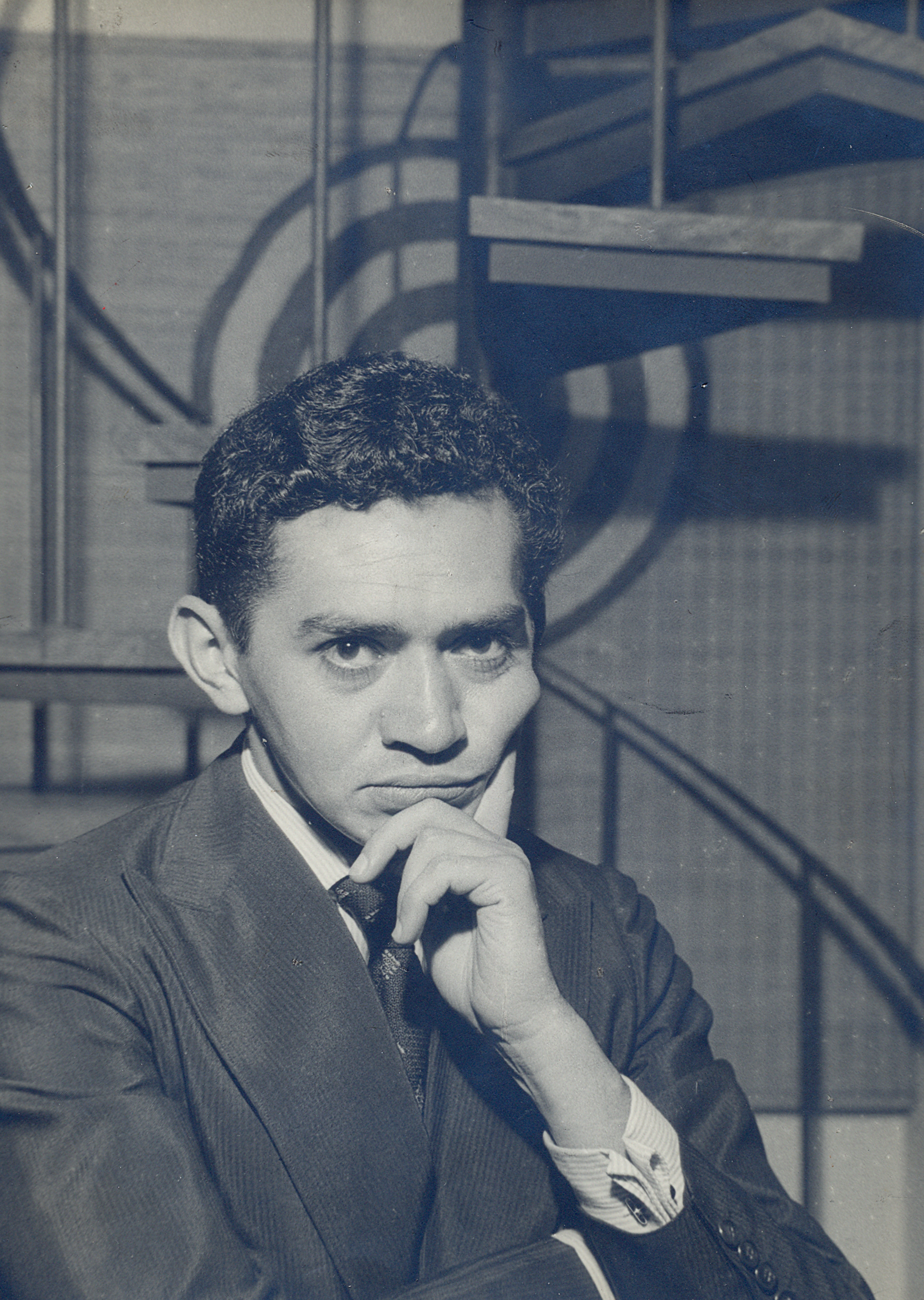
Thiago de Mello, poeta brasileiro.

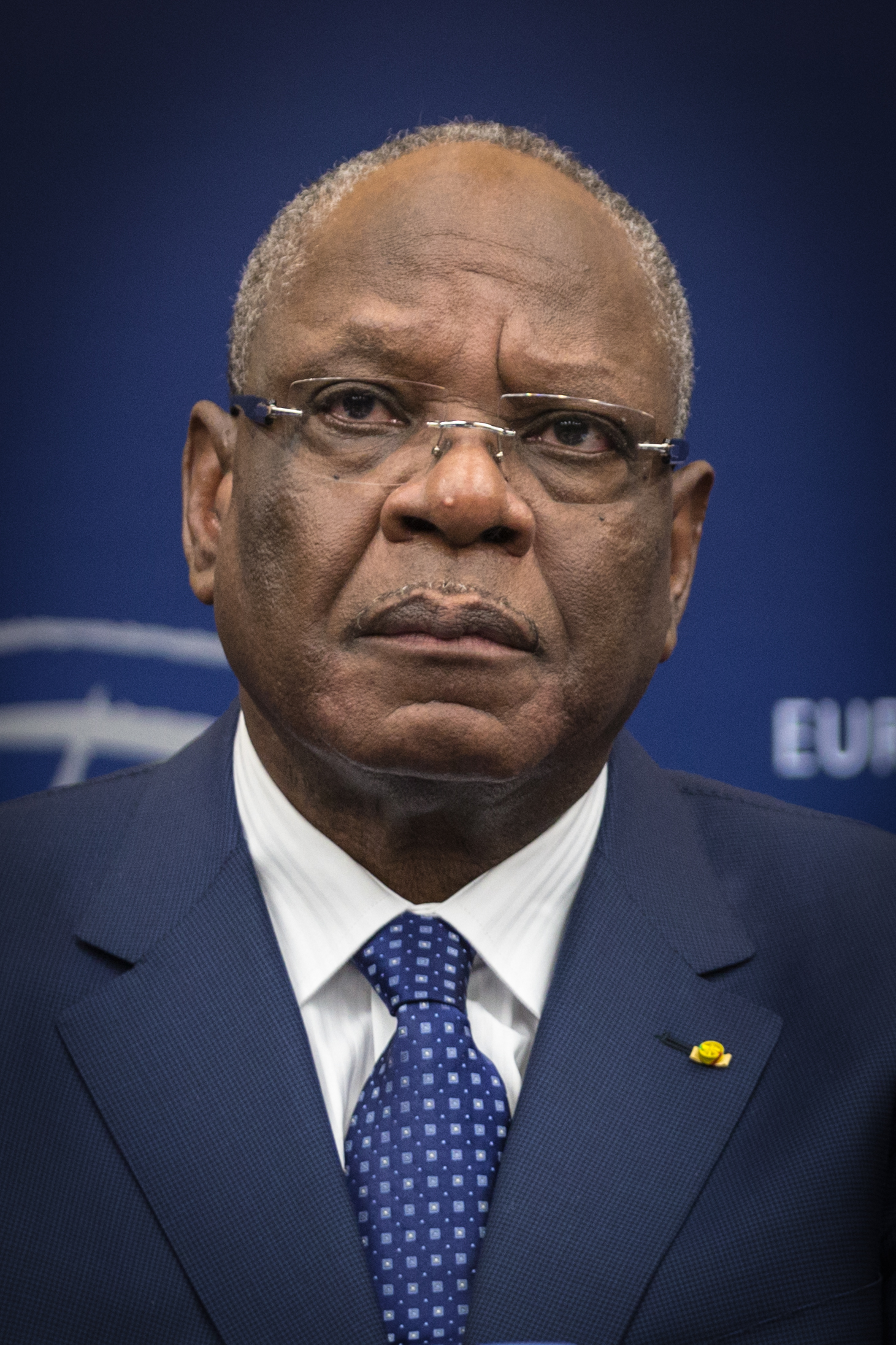
Ibrahim Boubacar Keïta, ex-presidente do Mali.

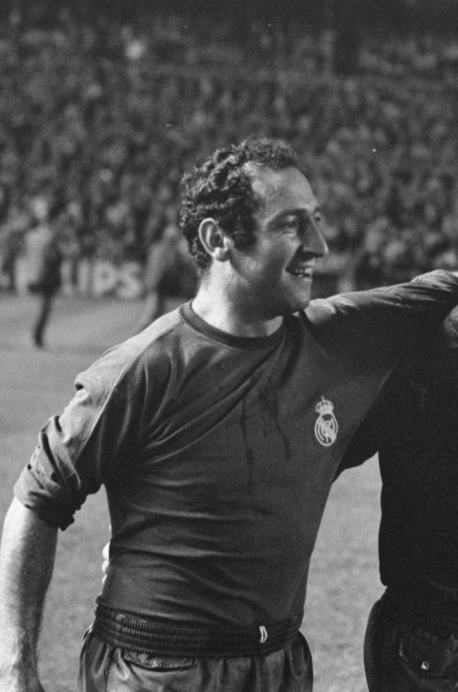
Francisco Gento, futebolista espanhol.

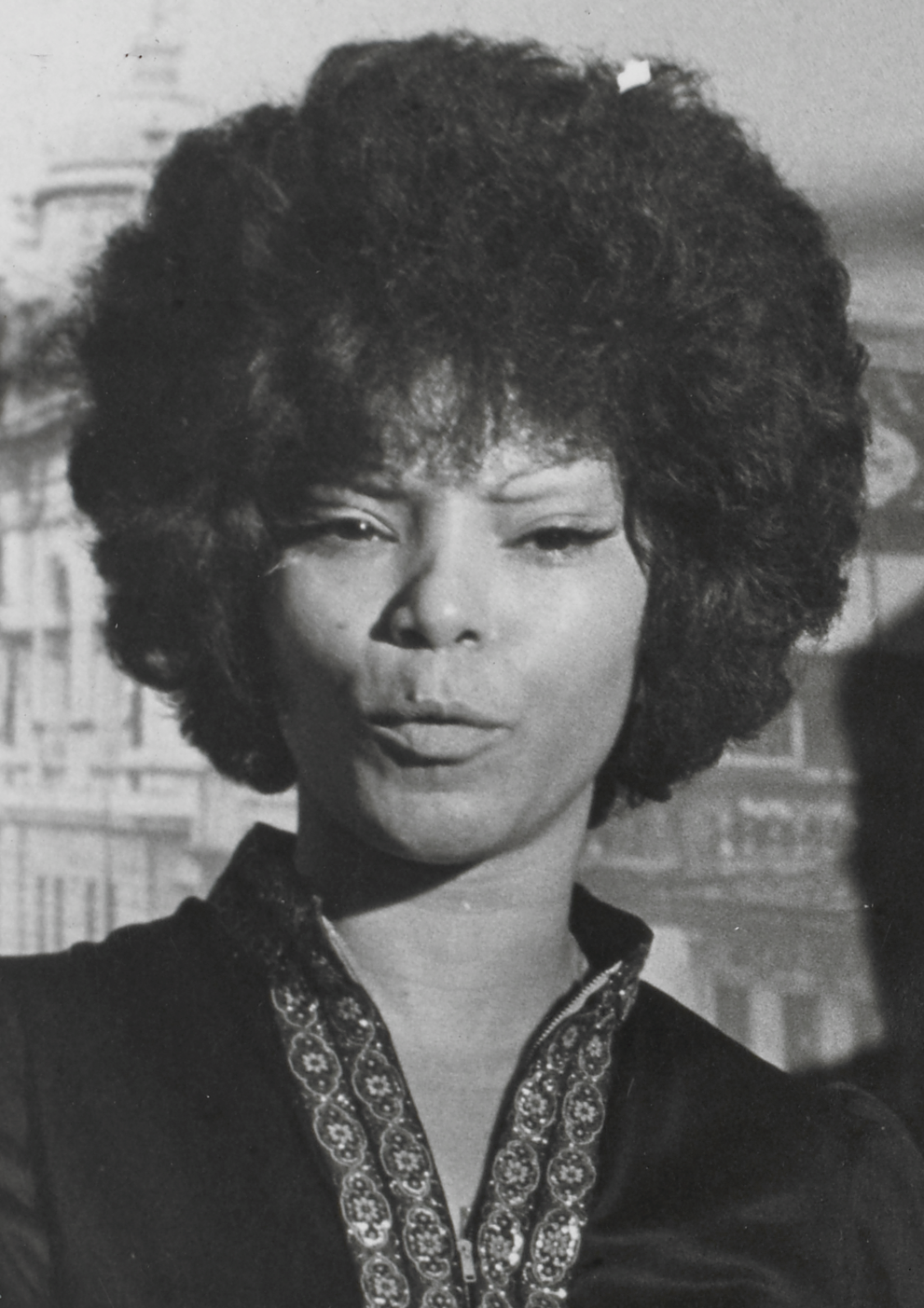
Elza Soares, cantora brasileira.

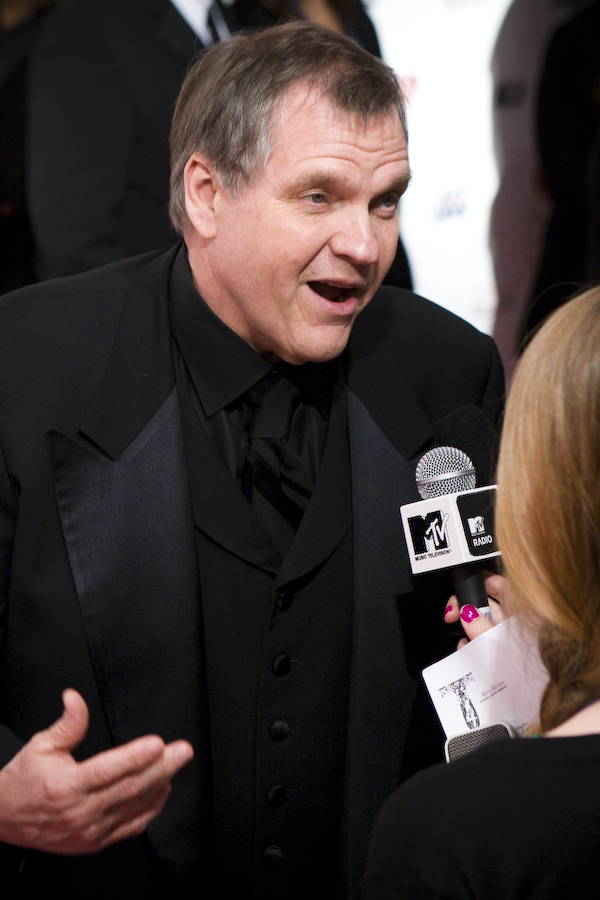
Meat Loaf, músico estadunidense.

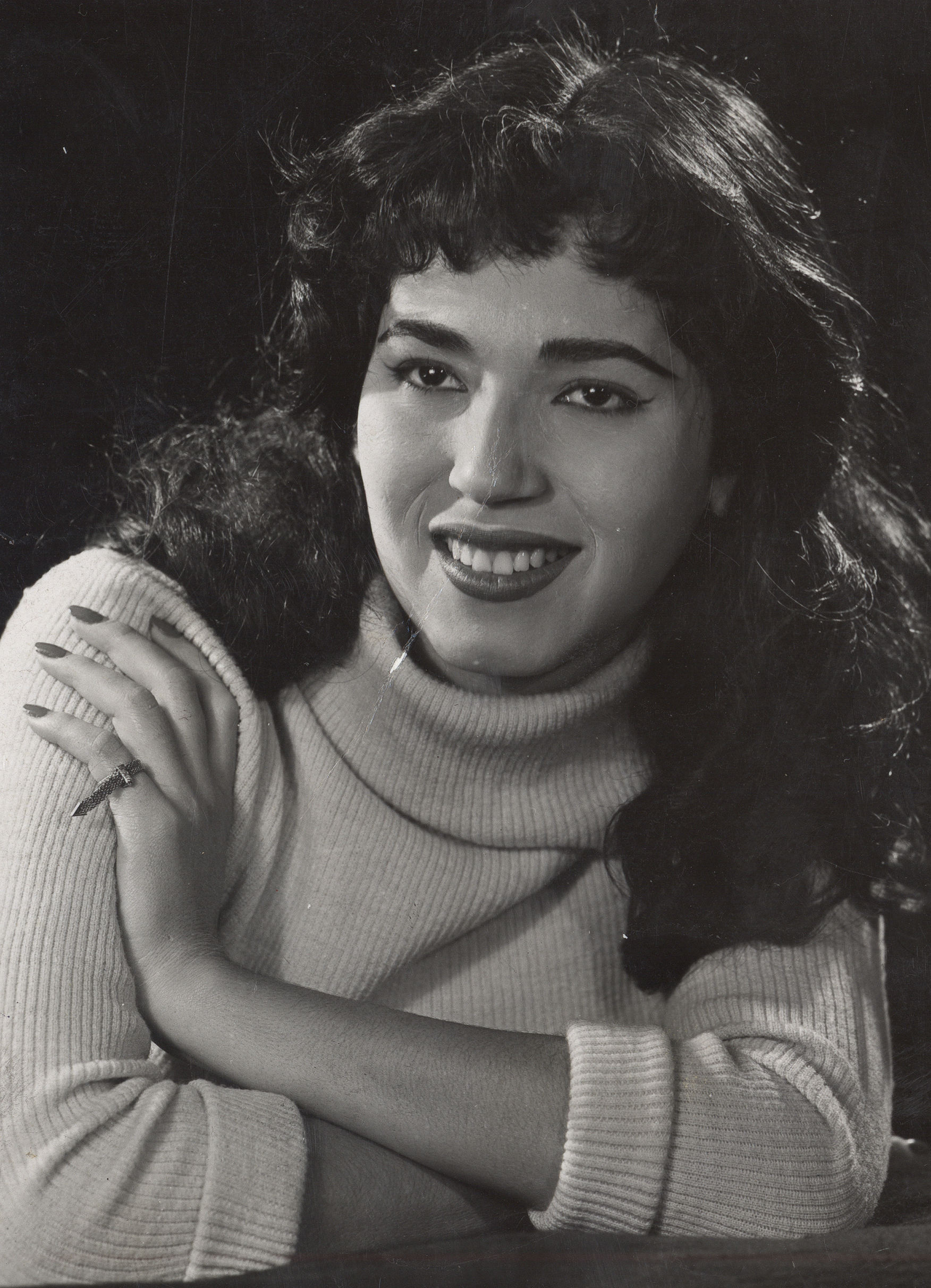
Theresa Amayo, atriz brasileira.

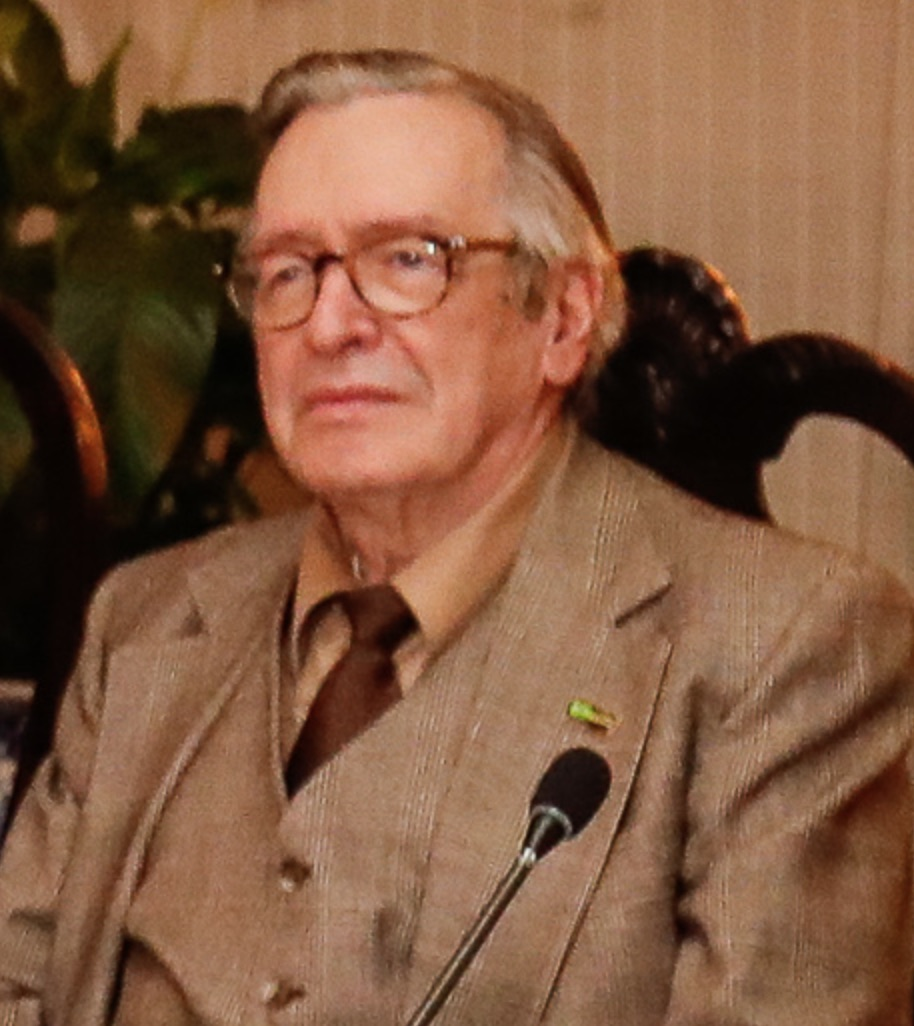
Olavo de Carvalho, jornalista, professor e digital influencer.

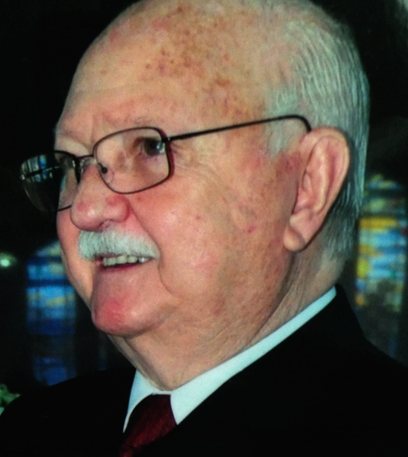
Elmo de Araújo Camões, administrador brasileiro.

| Dia | Nome                                      | Profissão ou motivo de reconhecimento      | Nacionalidade                | Nasc. | Ref     |
| --- | ----------------------------------------- | ------------------------------------------ | ---------------------------- | ----- | ------- |
| 1   | Robin Leamy                               | Prelado                                    | Nova Zelândia                | 1934  | [ 1 ]   |
| 1   | Dan Reeves                                | Jogador de futebol americano               | Estados Unidos               | 1944  | [ 2 ]   |
| 1   | Calisto Tanzi                             | Empresário                                 | Itália                       | 1938  | [ 3 ]   |
| 1   | Teresa Mota                               | Atriz                                      | Portugal                     | 1940  | [ 4 ]   |
| 2   | Richard Leakey                            | Arqueólogo, antropólogo e ambientalista    | Quênia                       | 1944  | [ 5 ]   |
| 2   | Voltaire Schilling                        | Professor e historiador                    | Brasil                       | 1944  | [ 6 ]   |
| 2   | Jens Jørgen Hansen                        | Futebolista                                | Dinamarca                    | 1939  | [ 7 ]   |
| 2   | Mario Macalli                             | Dirigente                                  | Itália                       | 1937  | [ 8 ]   |
| 2   | Eric Walter Elst                          | Astrônomo                                  | Bélgica                      | 1936  | [ 9 ]   |
| 3   | Viktor Saneyev                            | Atleta                                     | União Soviética/ Geórgia     | 1945  | [ 10 ]  |
| 3   | Beatrice Mintz                            | Bióloga e professora                       | Estados Unidos               | 1921  | [ 11 ]  |
| 4   | Eny Moreira                               | Advogada                                   | Brasil                       | 1946  | [ 12 ]  |
| 4   | Rolf-Dieter Amend                         | Canoísta                                   | Alemanha                     | 1949  | [ 13 ]  |
| 4   | Anatoliy Kuksov                           | Futebolista e treinador                    | União Soviética/ Ucrânia     | 1949  | [ 14 ]  |
| 4   | Aranka Goijert                            | Política                                   | Países Baixos                | 1941  | [ 15 ]  |
| 5   | Francisco Álvarez Martínez                | Prelado                                    | Espanha                      | 1925  | [ 16 ]  |
| 5   | Anatole Novak                             | Ciclista                                   | França                       | 1937  | [ 17 ]  |
| 5   | Ralph Neely                               | Jogador de futebol americano               | Estados Unidos               | 1943  | [ 18 ]  |
| 5   | Enrico Berti                              | Filósofo                                   | Itália                       | 1935  | [ 19 ]  |
| 5   | Maria José Cavaco                         | Artista plástica                           | Portugal                     | 1967  | [ 20 ]  |
| 5   | Robert Blust                              | Linguista                                  | Estados Unidos               | 1940  | [ 21 ]  |
| 5   | Margarida Maria Pompéia Gioielli          | Psicóloga e escritora                      | Brasil                       | 1944  | [ 22 ]  |
| 6   | Peter Bogdanovich                         | Cineasta                                   | Estados Unidos               | 1939  | [ 23 ]  |
| 6   | José Cardoso Dutra                        | Político                                   | Brasil                       | 1937  | [ 24 ]  |
| 6   | Sidney Poitier                            | Ator e diplomata                           | Bahamas/ Estados Unidos      | 1927  | [ 25 ]  |
| 6   | Mariano Laurenti                          | Cineasta e roteirista                      | Itália                       | 1929  | [ 26 ]  |
| 6   | Tania Achot-Haroutounian                  | Pianista                                   | Irão                         | 1937  | [ 27 ]  |
| 6   | Robert Falkenburg                         | Tenista e empresário                       | Estados Unidos               | 1926  | [ 28 ]  |
| 6   | Marina Maria Lafayette de Andrada Ibrahim | Escritora                                  | Brasil                       | 1920  | [ 29 ]  |
| 7   | Jorge Sotomayor Tello                     | Matemático                                 | Peru/ Brasil                 | 1942  | [ 30 ]  |
| 7   | Maria Lourença Cabecinha                  | Ativista                                   | Portugal                     | 1933  | [ 31 ]  |
| 8   | Lourdes Castro                            | Artista plástica                           | Portugal                     | 1930  | [ 32 ]  |
| 8   | Viktor Mazin                              | Levantador de peso                         | União Soviética/ Cazaquistão | 1954  | [ 33 ]  |
| 8   | Michael Lang                              | Produtor musical                           | Estados Unidos               | 1944  | [ 34 ]  |
| 8   | Andrew Jennings                           | Repórter e escritor                        | Reino Unido                  | 1943  | [ 35 ]  |
| 9   | Bob Saget                                 | Ator                                       | Estados Unidos               | 1956  | [ 36 ]  |
| 9   | Mario Schmidt                             | Professor e escritor                       | Brasil                       | 1959  | [ 37 ]  |
| 9   | Toshiki Kaifu                             | Político                                   | Japão                        | 1931  | [ 38 ]  |
| 9   | Desmond de Silva                          | Músico                                     | Sri Lanka                    | 1944  | [ 39 ]  |
| 9   | Maria Ewing                               | Cantora                                    | Estados Unidos               | 1950  | [ 40 ]  |
| 10  | Don Maynard                               | Jogador de futebol americano               | Estados Unidos               | 1935  | [ 41 ]  |
| 10  | Batoré                                    | Ator e humorista                           | Brasil                       | 1960  | [ 42 ]  |
| 10  | Vladimir Dolgov                           | Nadador                                    | Ucrânia/ União Soviética     | 1960  | [ 43 ]  |
| 10  | Robert Durst                              | Herdeiro imobiliário                       | Estados Unidos               | 1943  | [ 44 ]  |
| 11  | David Sassoli                             | Político e jornalista                      | Itália                       | 1956  | [ 45 ]  |
| 11  | Ernest Shonekan                           | Político                                   | Nigéria                      | 1936  | [ 46 ]  |
| 11  | Ahmet Yılmaz Çalık                        | Futebolista                                | Turquia                      | 1994  | [ 47 ]  |
| 12  | Luis Castañeda Lossio                     | Político                                   | Peru                         | 1945  | [ 48 ]  |
| 12  | George O. Wood                            | Ministro pentecostal                       | Estados Unidos               | 1941  | [ 49 ]  |
| 12  | Gustavo Venturi                           | Sociólogo                                  | Brasil                       | 1958  | [ 50 ]  |
| 12  | Marie-José Denys                          | Política                                   | França                       | 1950  | [ 51 ]  |
| 13  | Raúl Vilches                              | Voleibolista                               | Cuba                         | 1954  | [ 52 ]  |
| 13  | Jean-Jacques Beineix                      | Cineasta                                   | França                       | 1946  | [ 53 ]  |
| 14  | Thiago de Mello                           | Poeta                                      | Brasil                       | 1926  | [ 54 ]  |
| 14  | Ricardo Bofill                            | Arquiteto                                  | Espanha                      | 1939  | [ 55 ]  |
| 14  | César Batalha                             | Maestro                                    | Portugal                     | 1945  | [ 56 ]  |
| 14  | Carol Speed                               | Atriz                                      | Estados Unidos               | 1945  | [ 57 ]  |
| 15  | Michael Jackson                           | Radialista                                 | Reino Unido                  | 1934  | [ 58 ]  |
| 15  | Júlio Secco                               | Lutador de Jiu-jitsu                       | Brasil                       | 1938  | [ 59 ]  |
| 16  | Ibrahim Boubacar Keïta                    | Político                                   | Mali                         | 1945  | [ 60 ]  |
| 16  | Françoise Forton                          | Atriz                                      | Brasil                       | 1957  | [ 61 ]  |
| 16  | Carmela Corren                            | Cantora e atriz                            | Israel                       | 1938  | [ 62 ]  |
| 17  | Armando Gama                              | Cantor                                     | Portugal                     | 1954  | [ 63 ]  |
| 17  | Chan Kowk Wai                             | Artista marcial                            | China                        | 1936  | [ 64 ]  |
| 18  | Francisco Gento                           | Futebolista                                | Espanha                      | 1933  | [ 65 ]  |
| 18  | Manoel Henriques Ribeiro                  | Político                                   | Brasil                       | 1945  | [ 66 ]  |
| 18  | Lusia Harris                              | Basquetebolista                            | Estados Unidos               | 1955  | [ 67 ]  |
| 18  | Hugo Bianchi                              | Bailarino                                  | Brasil                       | 1926  | [ 68 ]  |
| 18  | David Cox                                 | Estatístico                                | Reino Unido                  | 1924  | [ 69 ]  |
| 18  | Saturnino de la Fuente García             | Supercentenario                            | Espanha                      | 1909  | [ 70 ]  |
| 19  | Nils Arne Eggen                           | Treinador e futebolista                    | Noruega                      | 1941  | [ 71 ]  |
| 19  | Hans-Jürgen Dörner                        | Futebolista                                | Alemanha Oriental/ Alemanha  | 1951  | [ 72 ]  |
| 19  | Gaspard Ulliel                            | Ator                                       | França                       | 1984  | [ 73 ]  |
| 19  | Hardy Krüger                              | Ator                                       | Alemanha                     | 1928  | [ 74 ]  |
| 19  | André Paganelli                           | Saxofonista, escritor e produtor musical   | Brasil                       | 1972  | [ 75 ]  |
| 20  | Elza Soares                               | Cantora                                    | Brasil                       | 1930  | [ 76 ]  |
| 20  | Mário Vaz Filho                           | Cineasta, ator e produtor de cinema        | Brasil                       | 1947  | [ 77 ]  |
| 20  | José Augusto da Silva Curvo               | Médico e político                          | Brasil                       | 1949  | [ 78 ]  |
| 20  | Meat Loaf                                 | Músico                                     | Estados Unidos               | 1947  | [ 79 ]  |
| 20  | Nadinho                                   | Futebolista                                | Brasil                       | 1930  | [ 80 ]  |
| 20  | Emil Mangelsdorff                         | Músico                                     | Alemanha                     | 1925  | [ 81 ]  |
| 20  | René Robert                               | Fotógrafo                                  | Suíça                        | 1936  | [ 82 ]  |
| 21  | Jim Forbes                                | Basquetebolista                            | Estados Unidos               | 1952  | [ 83 ]  |
| 21  | Pedro Henrique Saraiva Leão               | Médico e escritor                          | Brasil                       | 1938  | [ 84 ]  |
| 21  | Rex Cawley                                | Velocista                                  | Estados Unidos               | 1940  | [ 85 ]  |
| 21  | Krzysztof Gawedzki                        | Físico matemático                          | Polónia/ França              | 1947  | [ 86 ]  |
| 22  | Thich Nhat Hanh                           | Monge                                      | Vietname                     | 1926  | [ 87 ]  |
| 22  | Lima Pereira                              | Futebolista                                | Portugal                     | 1952  | [ 88 ]  |
| 23  | Keto Losaberidze                          | Arqueira                                   | União Soviética/ Geórgia     | 1949  | [ 89 ]  |
| 23  | Jean-Claude Mézières                      | Ilustrador de banda desenhada              | França                       | 1938  | [ 90 ]  |
| 23  | Helena Caúla Reis                         | Desembargadora e escritora                 | Brasil                       | 1940  | [ 91 ]  |
| 23  | Thierry Mugler                            | Estilista                                  | França                       | 1948  | [ 92 ]  |
| 23  | Antônia da Santa Cruz                     | Supercentenária                            | Brasil                       | 1905  | [ 93 ]  |
| 23  | Maiquel Falcão                            | Lutador                                    | Brasil                       | 1981  | [ 94 ]  |
| 23  | Rolf Zehetbauer                           | Diretor de arte                            | Alemanha                     | 1929  | [ 95 ]  |
| 24  | Miriam Naor                               | Juíza                                      | Israel                       | 1947  | [ 96 ]  |
| 24  | Fatma Girik                               | Atriz e política                           | Turquia                      | 1942  | [ 97 ]  |
| 24  | Theresa Amayo                             | Atriz                                      | Brasil                       | 1933  | [ 98 ]  |
| 24  | Szilveszter Csollány                      | Ginasta                                    | Hungria                      | 1970  | [ 99 ]  |
| 24  | Olavo de Carvalho                         | Jornalista, professor e digital influencer | Brasil                       | 1947  | [ 100 ] |
| 24  | Sergio Telles                             | Diplomata e pintor                         | Brasil                       | 1936  | [ 101 ] |
| 25  | Wim Jansen                                | Futebolista e treinador                    | Países Baixos                | 1946  | [ 102 ] |
| 25  | Stevan K. Pavlowitch                      | Professor e historiador                    | Reino Unido/ Sérvia          | 1933  | [ 103 ] |
| 25  | Elmo de Araújo Camões                     | Administrador                              | Brasil                       | 1927  | [ 104 ] |
| 25  | Maria Amélia Canossa                      | Cantora                                    | Portugal                     | 1933  | [ 105 ] |
| 26  | Narcélio Limaverde                        | Radialista e político                      | Brasil                       | 1931  | [ 106 ] |
| 26  | Ludmila Ferber                            | Cantora gospel                             | Brasil                       | 1965  | [ 107 ] |
| 26  | Jeremiah Stamler                          | Cardiologista                              | Estados Unidos               | 1919  | [ 108 ] |
| 26  | Roland Glowinski                          | Matemático                                 | França                       | 1937  | [ 109 ] |
| 27  | René de Obaldia                           | Escritor                                   | França                       | 1918  | [ 110 ] |
| 27  | María Pellicer                            | Política                                   | Espanha                      | 1950  | [ 111 ] |
| 28  | Chung Su Sing                             | Militar                                    | Portugal                     | 1935  | [ 112 ] |
| 29  | Ángel Guinda                              | Escritor e poeta                           | Espanha                      | 1948  | [ 113 ] |
| 29  | Howard Hesseman                           | Ator                                       | Estados Unidos               | 1940  | [ 114 ] |
| 30  | Egídio Martorano                          | Médico e político                          | Brasil                       | 1932  | [ 115 ] |
| 30  | Frans Aerenhouts                          | Ciclista                                   | Bélgica                      | 1937  | [ 116 ] |
| 31  | Francisco de Sales Duarte Azevedo         | Político                                   | Brasil                       | 1952  | [ 117 ] |
| 31  | Dora Cadavid                              | Atriz, cantora e radialista                | Colômbia                     | 1937  | [ 118 ] |
| 31  | Voldemaras Novickis                       | Handebolista                               | União Soviética/ Lituânia    | 1956  | [ 119 ] |
| 31  | Alaíde do Feijão                          | Cozinheira                                 | Brasil                       | 1948  | [ 120 ] |
| 31  | Tony Bizarro                              | Cantor e compositor                        | Brasil                       | 1948  | [ 121 ] |